# 湖北风毛菊
湖北风毛菊（学名：Saussurea hemsleyi）是菊科风毛菊属的植物，为中国的特有植物。分布在中国大陆的云南、湖北、四川、贵州等地，生长于海拔2,200米至3,800米的地区，多生于山坡密林下以及潮湿地，目前尚未由人工引种栽培。